# Kostrena
Kostrena es un municipio de Croacia en el condado de Primorje-Gorski Kotar.

## Geografía
Se encuentra a una altitud de 111 m s. n. m. a 163 km de la capital nacional, Zagreb.

## Demografía
En el censo 2021 el total de población del municipio fue de 4398 habitantes. No existen localidades diferenciadas dentro del ejido municipal.
| Gráfica de población de Kostrena 1857-2011                          |
|                                                                     |
| Según los censos de población de la oficina estadística de Croacia. |